# مجموعة الإعلام الوطنية

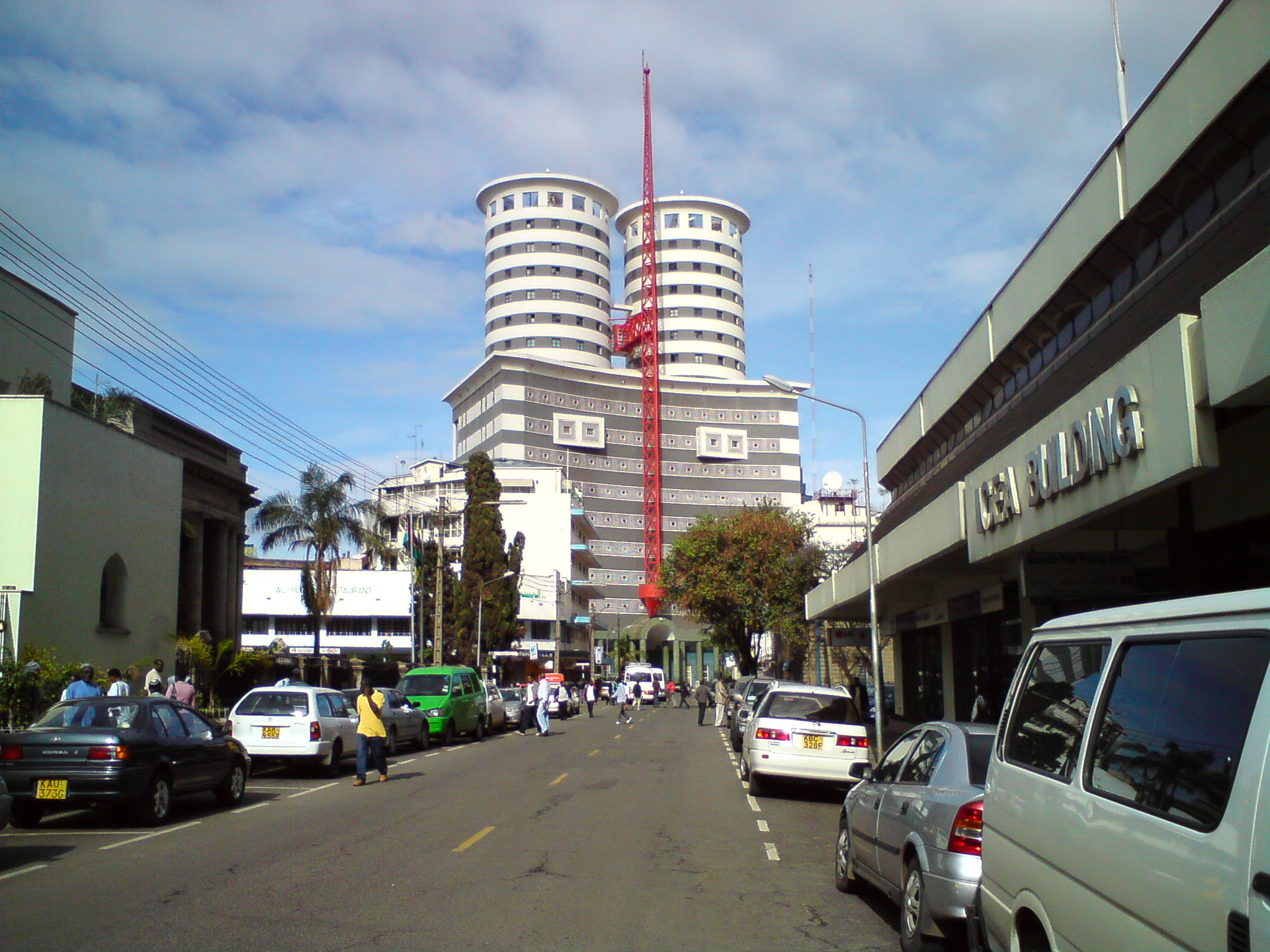

مجموعة الإعلام الوطنية (والمختصرة باسم NMG) هي مجموعة إعلامية كينية مدرجة في بورصة نيروبي.  أسسها آغا خان الرابع في عام 1959 وهي أكبر دار إعلامية خاصة في شرق إفريقيا ووسطها ولها مكاتب في كينيا وأوغندا وتنزانيا. في عام 1999 ، أطلقت قناة (NMG NTV) التلفزيونية ، وهي قناة إخبارية في كينيا وإذاعة (Easy FM) .